# Alberto Valério
Alberto Januário Gontijo Valério, também conhecido como Betinho Valério (Ipatinga, 6 de setembro de 1985) é um economista e ex-automobilista brasileiro. Foi campeão da Fórmula 3 Sul-Americana em 2005.

## Biografia
Alberto Januário Gontijo Valério, carinhosamente chamado de Beto ou de Betinho, é natural da cidade mineira de Ipatinga, sendo filho de Maria José. Ele frequentou o Colégio Universitas Santos até 2003, conciliando os estudos com sua carreira no automobilismo. Mais tarde, ele se formou em Economia, chegando a fazer Mestrado, e atualmente trabalha como analista financeiro pela UBS BB.

## Trajetória esportiva

### Início
Alberto Valério começou no kart em 1994, tendo disputado o campeonato paulista em 1998.

### Fórmula 3
Valério correu na Fórmula 3 Sul-americana de 2003 a 2005. Na sua primeira temporada, em 2003, ele disputou quatro corridas com a Dragão Motorsport e se classificou em 18º, com onze pontos. Em 2004, o mineiro passou para a Cesário Junior, sendo sexto colocado com 58 pontos. Em 2005, Valério seguiu na Cesário, somou 5 vitórias e 4 pole positions, sendo campeão na penúltima corrida mesmo sem pontuar. Terminou a temporada acumulando 113 pontos, com dezessete de vantagem sobre o vice-campeão Zeca Cardoso.
Em 2006, o piloto foi para a Fórmula 3 Britânica com a Cesário, acabando o campeonato em 11º, com 42 pontos. Na Fórmula 3 Britânica de 2007, Valério foi para a equipa Carlin Motorsport, conquistando 4 pódios na temporada (um segundo e um terceiro lugar em Snetterton, um terceiro lugar em Monza e um segundo lugar em Bucareste), mas nenhuma vitória, ficando na oitava colocação, com 114 pontos.

### Fórmula Renault
Em 2003, Valério estreou na Fórmula Renault Brasileira pela equipe Dragão Motorsports. Em 2004 e 2005, Valério também correu em algumas corridas na Fórmula Renault Brasileira. Entre 2006 e 2007, Betinho correu em 4 corridas no mais prestigiado campeonato World Series by Renault.

### GP2 Series
Em 2008, Valério assinou para correr com a equipa Durango na GP2 Series e na GP2 Asia Series, sendo companheiro do italiano Davide Valsecchi. No campeonato asiático, Betinho pontuou com um quinto lugar em Dubai, e seus dois pontos lhe deixaram na décima nona colocação. Mas na categoria principal, o mineiro teve ainda mais dificuldades, não pontuando em nenhuma das vinte corridas e abandonando seis. Seu melhor resultado foi um sétimo lugar na corrida curta de Istambul, e ele se classificou em vigésimo sexto, sem nenhum ponto.
Em 2009, assinou com a equipe Piquet Sports, sendo companheiro de equipe de Roldán Rodríguez. Betinho pontuou em apenas três oportunidades. Duas delas foram nas da rodada de Istambul, em que ele saiu do décimo primeiro lugar para ser quarto colocado na corrida longa, e sexto na corrida curta. Mas seu maior resultado viria na rodada seguinte, na Inglaterra, em que Valério obteve sua primeira e única vitória na GP2, que ainda contou com outro brasileiro, Lucas Di Grassi, em segundo. Os resultados lhe renderam 16 pontos e o 15º lugar no campeonato de pilotos.
Em 2010, Valério defendeu a Scuderia Coloni, tendo como companheiro o búlgaro Vladimir Arabadzhiev. Betinho obteve um 5º lugar no GP de Mônaco, sua única corrida na zona de pontuação, e foi substituído pelo português Álvaro Parente a partir da oitava rodada na Bélgica. Valério fechou o campeonato com quatro pontos, sendo o vigésimo segundo colocado.

### Stock Car
Valério retornou ao Brasil em 2011, ano em que ele disputou três corridas da Stock Car pela equipe Amir Nasr Racing. Após seis anos de hiato, Valério retornou à categoria em 2017, correndo pela Full Time HERO no carro número 44, ao lado de Diego Nunes. Mas em 25 de outubro de 2017, a HERO anunciou que Betinho seria dispensado antes da 11ª etapa em Goiânia. Seu substituto foi o português António Félix da Costa.

### Aposentadoria
Alberto Valério parou de competir profissionalmente, participando apenas de campeonatos de kart, e atuando como coach de pilotos da Porsche Cup.

## Resultados

### Sumário da carreira
| Temporada | Campeonato                 | Nome da equipa      | Corridas | Poles | Vitórias | Pontos | Classificação final |
| --------- | -------------------------- | ------------------- | -------- | ----- | -------- | ------ | ------------------- |
| 2003      | Fórmula Renault 2.0 Brasil | Dragão Motorsport   | 12       | 0     | 0        | 0      | 25º                 |
| 2003      | Fórmula 3 Sul-Americana    | Dragão Motorsport   | 4        | 0     | 0        | 11     | NC                  |
| 2004      | Fórmula 3 Sul-Americana    | Cesário F3          | 18       | 0     | 0        | 58     | 6º                  |
| 2004      | Fórmula Renault 2.0 Brasil | Dragão Motorsport   | 3        | 0     | 0        | 0      | NC                  |
| 2005      | Fórmula 3 Sul-Americana    | Cesário F3          | 18       | 5     | 4        | 106    | 1º                  |
| 2005      | Fórmula Renault 2.0 Brasil | Cesário FRenault    | 4        | 0     | 0        | 22     | NC                  |
| 2006      | Fórmula 3 Britânica        | Cesário Formula UK  | 22       | 0     | 0        | 42     | 11º                 |
| 2006      | World Series by Renault    | EuroInternational   | 2        | 0     | 0        | 0      | NC                  |
| 2007      | Fórmula 3 Britânica        | Carlin Motorsport   | 20       | 0     | 0        | 114    | 8º                  |
| 2007      | World Series by Renault    | Victory Engineering | 2        | 0     | 0        | 0      | NC                  |
| 2007      | Fórmula 3 Ultimate Masters | Victory Engineering | 1        | 0     | 0        | N/A    | NC                  |
| 2008      | GP2 Series                 | Durango             | 20       | 0     | 0        | 0      | 16º*                |
| 2008      | GP2 Asia Series            | Durango             | 10       | 0     | 0        | 2      | 19º                 |
| 2009      | GP2 Series                 | Piquet GP           | 20       | 0     | 1        | 16     | 15º                 |
| 2010      | GP2 Series                 | Scuderia Coloni     | 14       | 0     | 0        | 4      | NC                  |
| 2011      | Stock Car                  | Amir Nasr           | 3        | 0     | 0        | 0      | NC                  |
| 2016      | Porsche GT3 Endurance      | Porsche Brasil      | 3        | 0     | 0        | 129    | 11                  |
| 2017      | Stock Car                  | Full Time Sports    | 19       | 0     | 0        | 33     | 28º                 |